# Caisse d'épargne
Pour l’article homonyme, voir Caisse d'épargne (banque).
 (juin 2021).
Les caisses d'épargne (ou banques d'épargne ou associations d'épargne et de crédit selon les appellations dans les différents pays) étaient à l'origine des établissements publics ou mutuels se limitant à la gestion de comptes d'épargne et de prêts simples pour les particuliers (par opposition à une clientèle d'entreprises ou de professionnels).
Dans la plupart des pays ce n'est plus qu'une appellation historique conservée par ces établissements financiers qui sont devenus des banques à part entière aux activités et clientèles très diversifiées, mais à statut de coopérative les classant dans le secteur de la banque mutualiste.

## Histoire des caisses d'épargne en France
La France a emprunté à l'Angleterre l'institution des caisses d'épargne. Ce fut en 1819 que des vues philanthropiques leur imprimèrent un caractère d'utilité générale. Une  ordonnance du 29 juillet 1818 autorisa les statuts d'une société anonyme, formée à Paris en mai 1818 par Benjamin Delessert, pour recevoir les économies journalières que les particuliers viendraient y verser.
Les caisses d'épargne sont des établissements philanthropiques destinés à recevoir en dépôt et gratuitement de petites sommes produisant intérêt, afin d'aider ainsi les personnes laborieuses à se créer, par leurs économies, des ressources pour l'avenir.
Une circulaire du ministre du commerce du 4 juillet 1834 engage les préfets à faire établir des caisses d'épargne dans toutes les villes de quelque importance. Toute caisse d'épargne devra être autorisée par ordonnance du roi (Louis-Philippe à l'époque). Les caisses d'épargne seront administrées gratuitement par un conseil composé du maire et de directeurs choisis parmi le conseil municipal et les citoyens les plus recommandables de la ville.
La loi du 5 juin 1835 autorise les caisses d'épargne à verser leurs fonds en compte courant au Trésor Public moyennant un intérêt de quatre pour cent sur lesquels les caisses pourront prélever au maximum un demi pour cent pour couvrir leurs frais de loyers et de bureau. Les statuts de ces caisses d'épargne ne pourront autoriser les déposants à verser plus de trois cents francs par semaine et dès que leur capital intérêts compris atteindra trois mille francs, le surplus ne sera plus bonifié d'intérêts.
Cette même loi autorise les sociétés de secours mutuels pour les cas de maladies, d'infirmités ou de vieillesse, formées entre ouvriers ou autres individus, à déposer tout ou partie de leurs fonds dans la caisse d'épargne.
Depuis cette loi, il est délivré à chaque déposant un livret en son nom, sur lequel sont enregistrés tous les versements et remboursements, ancêtre du livret A.
La loi du 31 mars 1837 transfère la responsabilité des fonds collectés par les caisses d'épargne à la Caisse des dépôts et consignations sous la garantie du Trésor Public.
En 1881, est créé par le ministère des Postes, téléphones et télégraphes, la Caisse nationale d'épargne, qui est présente dans tous les bureaux de poste et dont le taux d'épargne est égal à celui des Caisses d'épargne. La gestion de l'épargne ainsi récoltée est confiée à la Caisse des dépôts et consignations.
Ce n'est qu'en 1895 que la loi permet aux caisses d'épargne de financer sur leur fortune personnelle le logement social, les bains-douches et la mise en place de jardins ouvriers.
En 1950, dans le cadre de la reconstruction et de la modernisation de la France, elles peuvent accorder des prêts bonifiés aux collectivités locales et aux organismes publics.

### Cas particulier des caisses d'épargne des instituteurs communaux
La loi du 28 juin 1833 établit dans chaque département une caisse d'épargne et de prévoyance en faveur des instituteurs primaires communaux. Cette caisse sera formée par une retenue annuelle d'un vingtième sur le traitement fixe de chaque instituteur communal. Le montant de la retenue sera placé  au compte ouvert au trésor royal pour les caisses d'épargne et de prévoyance ; le produit total de la retenue intérêts compris sera rendue à l'instituteur à l'époque où il se retirera et, en cas de décès dans l'exercice de sa fonction, à sa veuve ou à ses héritiers.

## Caisses d'épargne par pays
On trouve des caisses d'épargne notamment :
- en Afrique de l'Ouest (Bénin, Burkina Faso, Mali, Sénégal, Togo), à travers la Confédération des institutions financières d'Afrique de l'Ouest (d) (CIF-AO) ;
- en l'Allemagne : les Sparkassen ;
- au Canada : les Caisses Desjardins ;
- en Espagne : les  Caja de ahorros : Caja Madrid, etc. ;
- en France : les Caisses d'épargne, en concurrence historique avec le Crédit mutuel et la Caisse nationale d'épargne (constitutive de la Banque postale) ;
- en Italie : les Cassa di Risparmio, Cariplo absorbée dans Banca Intesa, etc. ;
- en Pologne : la Powszechna Kasa Oszczędności (Caisse d'épargne générale, PKO) ;
- en Roumanie : CEC (Casa de Economii şi Consemnaţiuni (en)) qu'il est question de privatiser (depuis 2004) ;
- en Russie : Sberbank ;
- en Suisse.

## Le cas de BPCE
L'appellation Groupe Caisse d'épargne n'est plus d'actualité depuis le 31 juillet 2009. Le Groupe est désormais connu sous le nom de BPCE (pour Banque Populaire Caisse d'Épargne). En effet, les pertes historiques constatées en 2009 ont forcé à la fusion des deux ex-groupes.
Si l'on en croit l'interview de François Pérol datée du 9 mai 2012 sur BFM TV, le terme BPCE ne serait qu'une marque institutionnelle. Juridiquement, c'est pourtant bien un groupe bancaire. Les marques commerciales demeurent Caisse d'épargne et Banque populaire. Les groupes coopératifs antérieurs sont, ainsi, devenus un seul groupe coopératif, disposant de plusieurs enseignes, dont Caisse d'épargne.